# Macintosh SE
De Macintosh SE is een computer ontwikkeld door Apple Inc.. De computer wordt gezien als een grote verbetering op zijn voorganger, de Macintosh Plus, qua rekenkracht en uiterlijk. De "SE" in Macintosh SE staat voor "System Expansion" (systeem uitbreiding).
De Macintosh SE werd verkocht vanaf maart 1987. Hij werd tegelijk geïntroduceerd met de Macintosh II. De productie stopte in oktober 1990.

## Functies
De Macintosh SE heeft een aantal nieuwe functies en upgrades die zijn voorganger, de Macintosh Plus, niet heeft:
- Eerste compacte Macintosh met een sleuf voor een harde schijf (oorspronkelijk 20 MB of 40 MB) of een tweede diskettestation.
- Eerste compacte Macintosh met een interne uitbreidingssleuf.
- Gebruikt de Apple Desktop Bus (ADB), die voor het eerst in gebruik werd genomen met de Apple IIGS, als toetsenbord- en Muispoort.
- Verbeterde SCSI-ondersteuning met snellere dataoverdracht
- Introductie van het superdrive diskettestation. Hierdoor kan de SE zowel Apple als MS-DOS geformatteerde diskettes lezen en schrijven.
- Verbeterde stabiliteit en een langere levensduur door de toevoeging van een ventilator.

De SE was ontworpen om zowel één of twee diskettestations of één diskettestation in combinatie met één harde schijf te bevatten. Er waren verschillende configuraties mogelijk, waardoor het mogelijk was om zowel twee diskettestations en één harde schijf te plaatsen. Deze configuratie werd echter niet door Apple zelf ondersteund.

## Specificaties

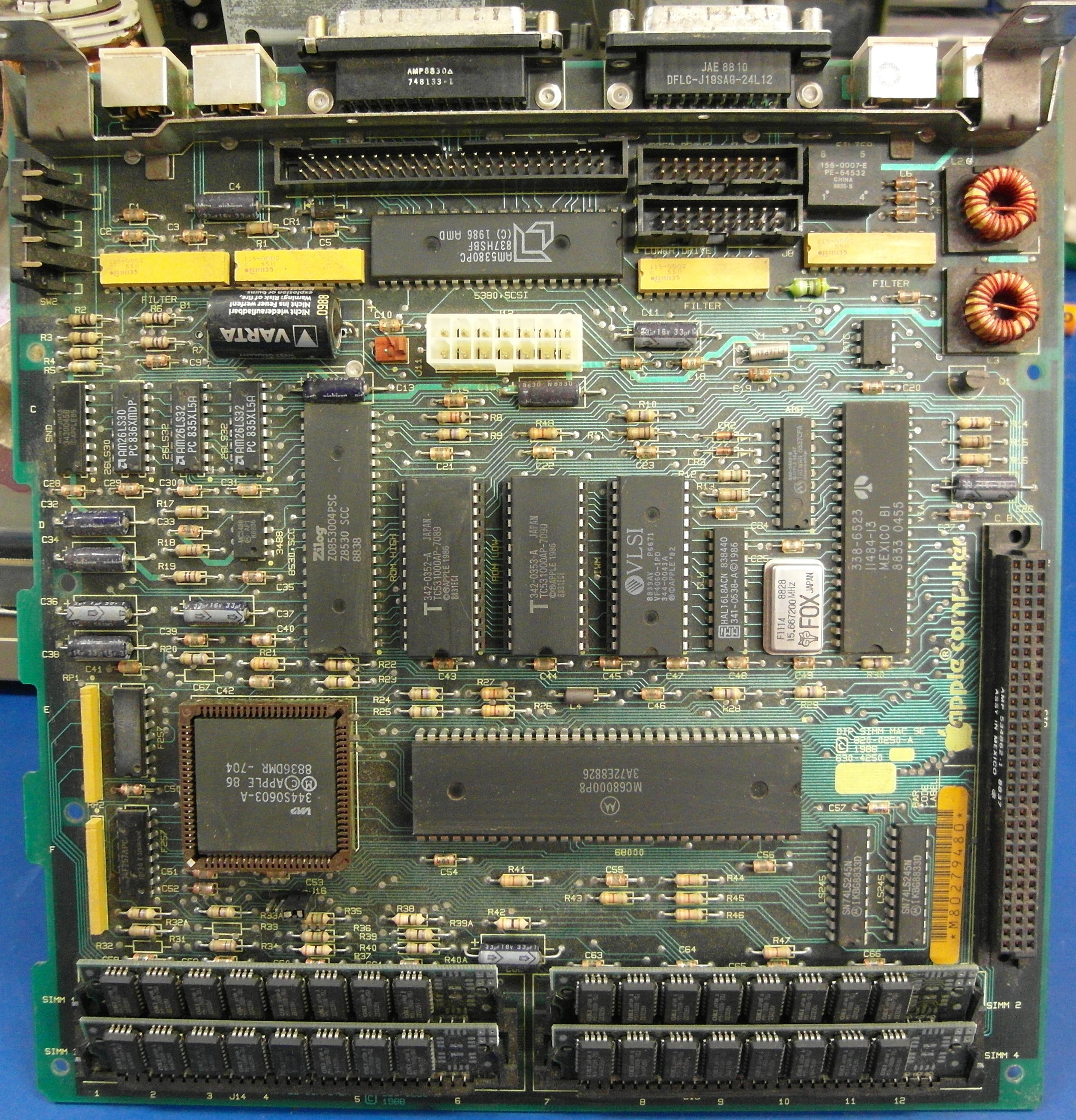
Het moederbord van een SE uit 1988.

- Processor: Motorola 68000, 8 MHz
- Systeembus snelheid: 8 MHz
- ROM-grootte: 256 kB
- Databus: 16 bit
- RAM-type: 150 ns 30-pin SIMM
- Standaard RAM-geheugen: 1 MB
  - Uitbreidbaar tot maximaal 4 MB
  - RAM-sleuven: 4 (in paren)
- Standaard harde schijf: 20 MB, 40 MB SCSI
- Standaard diskettestation: 3,5-inch, 800 kB, 800 kB x 2
- Uitbreidingssleuven: SE PDS
- Type batterij: 3,6 volt Lithium
- Beeldscherm: 512×342 pixels, monochroom
- Ondersteunde systeemversies: 3.3 t/m 7.5.1, en 7.5.3 t/m 7.5.5
- Afmetingen: 34,5 cm × 24,6 cm × 27,7 cm (lxbxh)
- Gewicht: 7,7 kg[2]

Uit productie: 1984: Macintosh 128K, Macintosh 512K · 1985: Macintosh XL · 1986: Macintosh Plus · 1987: Macintosh II, Macintosh SE · 1988: Macintosh IIx · 1989: Macintosh SE/30, Macintosh IIcx, Macintosh IIci, Macintosh Portable · 1990: Macintosh IIfx, Macintosh Classic, Macintosh IIsi, Macintosh LC serie · 1991: Macintosh Quadra 700, Macintosh Quadra 900, Apple PowerBook · Macintosh Classic II · 1992: Macintosh IIvx, Macintosh Quadra 950, PowerBook Duo, Macintosh Performa serie · 1993: Macintosh Centris serie, Macintosh Color Classic, Macintosh TV · Apple Workgroup Server · 1994: Power Macintosh · 1997: Power Macintosh G3, PowerBook G3, Twentieth Anniversary Macintosh · 1998: iMac · 1999: iBook, Power Mac G4 · 2000: Power Mac G4 Cube · 2001: PowerBook G4 · 2002: eMac, iMac G4 · 2003: Xserve, Power Mac G5 · 2004: iMac G5 · 2005: Mac mini · 2006: MacBook · 2015: MacBook (Retina) · 2017: iMac Pro

Huidige modellen: MacBook Air, MacBook Pro, iMac, Mac mini, Mac Studio, Mac Pro